# Temelucha javana
Temelucha javana là một loài tò vò trong họ Ichneumonidae.